# Спектроскопія з розділенням у часі
Спектроскопі́я з розді́ленням у ча́сі (англ. time resolved spectroscopy) — сукупність спектроскопічних методів, що дозволяють вивчати часовий перебіг процесів у матеріалах
та молекулах. При спектроскопії з розділенням в часі як правило використовуються імпульсні лазери.
Нижче наведено деякі спектроскопічні методи, що потрапляють під загальну класифікацію спектроскопії з розділенням в часі:
- часове затухання фотолюмінесценції (англ. time resolved photoluminescence)
- перехідне поглинання (англ. transient absorption)